# Glenea assamana
Glenea assamana là một loài bọ cánh cứng trong họ Cerambycidae.